# Borovac (Novska)
Borovac je naselje u sastavu grada Novske u Sisačko-moslavačkoj županiji.

## O Borovcu
Prije II. svjetskog rata, Borovac je bio većinski hrvatsko naselje. Poslije rata su lokalni partizani, koji su par dana prije završetka rata promijenili četničke odore za partizanske, pobili većinu muških stanovnika ovoga sela.[nedostaje izvor] Prije osamostaljenja RH, u Borovcu je bilo oko 110 kuća i 656 stanovnika, polovica mještana bili su Hrvati a polovica Srbi. Područna škola za prva tri razreda imala je oko 35 učenika. Stanovnišvo je bilo zaposleno u Novskoj, Novoj Gradišci i Kutini, te se bavilo poljoprivredom. Tijekom Domovinskog rata, lokalni pobunjenici (koji su sami sebe nazivali četnicima) potpomognuti JNA okupiraju mjesto, pljačkaju i pale hrvatske kuće, a zatečene stanovnike Hrvate (uglavnom starce) odvode u logore. Tek nakon akcije "Bljesak" Borovac je ponovno postao slobodan, protjerano stanovništvo se vraća, a kuće obnavljaju. Srušena crkva Sv. Martina, koji je ujedno i zaštitnik mjesta, također je obnovljena. Dio mještana sprske nacionalnosti napustio je mjesto.

## Stanovništvo
Prema popisu stanovništava iz 2011. godine u Borovcu je živjelo 273 stanovnika.
| broj stanovnika | 481   | 448   | 519   | 706   | 837   | 941   | 861   | 895   | 860   | 854   | 810   | 771   | 743   | 656   | 309   | 273   | 176   |
|                 | 1857. | 1869. | 1880. | 1890. | 1900. | 1910. | 1921. | 1931. | 1948. | 1953. | 1961. | 1971. | 1981. | 1991. | 2001. | 2011. | 2021. |

## Sport
U naselju je postojao nogometni klub NK Borovac